# Bralin (gmina)
Bralin – gmina wiejska w województwie wielkopolskim, w powiecie kępińskim. W latach 1975–1998 gmina położona była w województwie kaliskim.
Siedziba gminy to Bralin.
Według danych z 30 czerwca 2004 gminę zamieszkiwało 5579 osób. Natomiast według danych z 31 grudnia 2017 roku gminę zamieszkiwały 6093 osoby.

## Struktura powierzchni
Według danych z roku 2002 gmina Bralin ma obszar 85,16 km², w tym:
- użytki rolne: 74%
- użytki leśne: 17%

Gmina stanowi 14% powierzchni powiatu kępińskiego.

## Demografia

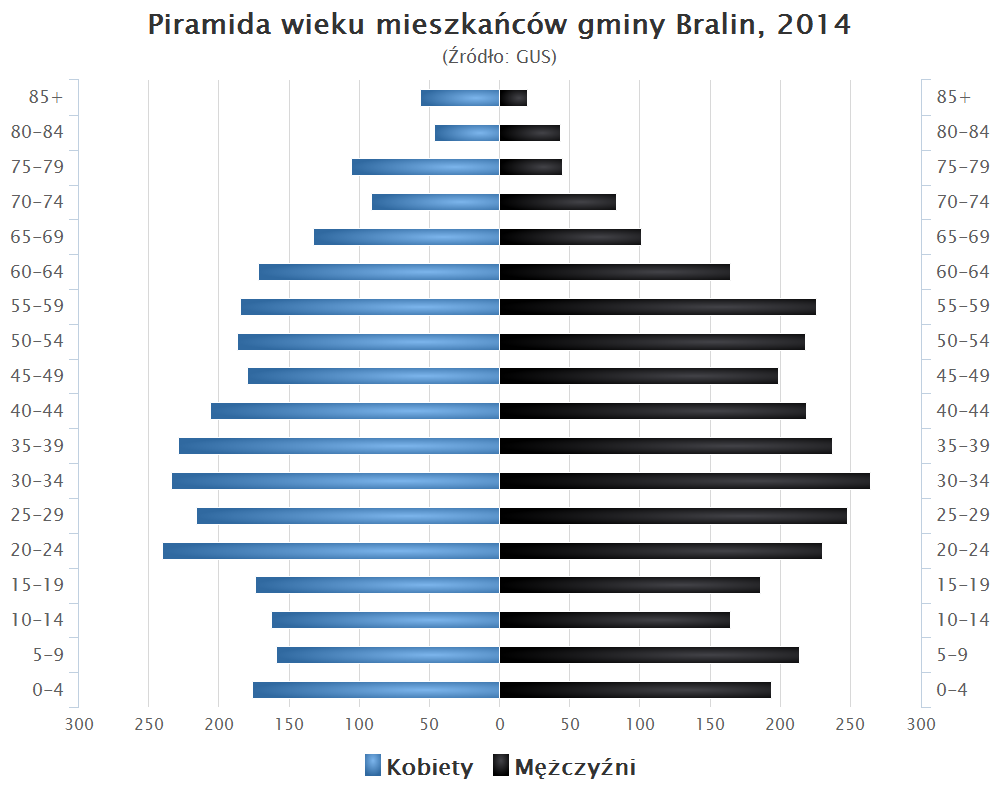
Piramida wieku mieszkańców gminy Bralin w 2014 roku

Dane z 31 grudnia 2017 roku:
| Opis                              | Ogółem | Ogółem | Kobiety | Kobiety | Mężczyźni | Mężczyźni |
| --------------------------------- | ------ | ------ | ------- | ------- | --------- | --------- |
| jednostka                         | osób   | %      | osób    | %       | osób      | %         |
| populacja                         | 6 093  | 100    | 2 980   | 48,9    | 3 113     | 51,1      |
| gęstość zaludnienia (mieszk./km²) | 71     | 71     | 35      | 35      | 36        | 36        |

## Sołectwa
Bralin, Chojęcin (sołectwa: Chojęcin-Wieś i Chojęcin-Parcele), Czermin, Działosze, Gola, Mnichowice, Nosale, Nowa Wieś Książęca, Tabor Mały, Tabor Wielki, Weronikopole.

## Sąsiednie gminy
Baranów, Kępno, Kobyla Góra, Perzów, Rychtal